# Jean-Joseph Rabearivelo
Jean-Joseph Rabearivelo (Antananarivo, 4 marzo 1903 – Antananarivo, 22 giugno 1937) è stato un poeta e scrittore malgascio.
Primo vero poeta africano, seppe conciliare la tradizione francese con la tradizione malgascia.
Dopo aver pubblicato diverse raccolte poetiche in forma classica, La coppa di ceneri (1924) Selve (1927), Volumi (1928), adattò al verso libero francese le forme della poesia malgascia in opere quali Quasi sogni (1934), Canti per Abeone (1937).
Scrisse in malgascio novelle e saggi sulla civiltà e la letteratura dei Merina, alla cui tradizione si ispira l'opera teatrale Imaitsoanala, figlia d'uccello (1935).
Morì suicida nel 1937 all'età di 34 anni, lasciando un diario (Calepins bleus, ed. parziale, 1938) e una raccolta di hain-teny, ballate tradizionali malgasce (Vieilles chansons des pays d'Imerina, 1939). Si impose all'attenzione grazie all'Anthologie de la nouvelle poésie nègre et malgache de langue française (1948) di Léopold Sédar Senghor.